# Rajd Wysp Kanaryjskich 2001
Rajd Wysp Kanaryjskich 2001 (25. Rallye El Corte Inglés) – 25 edycja rajdu samochodowego Rajd Wysp Kanaryjskich rozgrywanego na Wyspach Kanaryjskich. Rozgrywany był od 21 do 22 kwietnia 2001 roku. Była to dziewiąta runda Rajdowych Mistrzostw Europy w roku 2001 (rajd miał najwyższy współczynnik - 20) oraz druga runda Rajdowych Mistrzostw Hiszpanii.

## Klasyfikacja rajdu
| Miejsce                                            | Kierowca                                           | Pilot                                              | Samochód                                           | Czas                                               | Strata                                             |                                                    |
| Klasyfikacja generalna, ERC i mistrzostw Hiszpanii | Klasyfikacja generalna, ERC i mistrzostw Hiszpanii | Klasyfikacja generalna, ERC i mistrzostw Hiszpanii | Klasyfikacja generalna, ERC i mistrzostw Hiszpanii | Klasyfikacja generalna, ERC i mistrzostw Hiszpanii | Klasyfikacja generalna, ERC i mistrzostw Hiszpanii | Klasyfikacja generalna, ERC i mistrzostw Hiszpanii |
| -------------------------------------------------- | -------------------------------------------------- | -------------------------------------------------- | -------------------------------------------------- | -------------------------------------------------- | -------------------------------------------------- | -------------------------------------------------- |
| 1.                                                 | Salvador Cañellas Jr.                              | Alberto Sanchís                                    | Seat Cordoba WRC Evo3                              | 3:01:52.9                                          | 0.0                                                |                                                    |
| 2.                                                 | Flavio Alonso                                      | Vidal Arencibia                                    | Seat Cordoba WRC Evo3                              | 3:02:22.5                                          | +29.6                                              |                                                    |
| 3.                                                 | Ricardo Avero                                      | Carlos del Barrio                                  | Citroën Xsara Kit Car                              | 3:03:40.8                                          | +1:47.9                                            |                                                    |
| 4.                                                 | Juha Kankkunen                                     | Juha Repo                                          | Toyota Corolla WRC                                 | 3:03:49.9                                          | +1:57.0                                            |                                                    |
| 5.                                                 | Luis Monzón                                        | José Carlos Déniz                                  | Peugeot 206 WRC                                    | 3:05:09.3                                          | +3:16.4                                            |                                                    |
| 6.                                                 | Antonio Ortega                                     | Carmelo Sosa                                       | Peugeot 306 Maxi                                   | 3:09:52.3                                          | +7:59.4                                            |                                                    |
| 7.                                                 | Enrico Bertone                                     | Massimo Chiapponi                                  | Peugeot 306 Maxi                                   | 3:10:34.3                                          | +8:41.4                                            |                                                    |
| 8.                                                 | José Antonio Torres                                | Germán Bello                                       | Citroën Saxo Kit Car                               | 3:12:11.1                                          | +10:18.2                                           |                                                    |
| 9.                                                 | Carlos Padilla                                     | Eduardo Rivero                                     | Citroën Saxo Kit Car                               | 3:12:45.9                                          | +10:53.0                                           |                                                    |
| 10.                                                | Paco Francisco Roig                                | Ezequiel Nazábal                                   | Mitsubishi Carisma GT Evo VI                       | 3:18:32.4                                          | +16:39.5                                           |                                                    |